# Dút járás
Dút járás (mongol nyelven: Дуут сум) Mongólia Hovd tartományának egyik járása. Területe 2100 km². Népessége kb. 2500 fő.
Székhelye Boszgo (Босго), mely 70 km-re délre fekszik Hovd tartományi székhelytől. Népessége kb. 2500 fő.